# Бориха (Алтайский край)
Бориха — посёлок в Алейском районе Алтайского края России. Административный центр и единственный населенный пункт Краснопартизанского сельсовета.

## География
Посёлок находится в центральной части края, на реке Бориха, южнее города Алейска.
Климат
резко континентальный. Средняя температура января −17,6ºС, июля — + 20ºС. Годовое количество осадков — 440 мм

## Население
| 1997 | 1998 | 1999 | 2000 | 2001 | 2002 | 2003 | 2004 | 2005 |
| ---- | ---- | ---- | ---- | ---- | ---- | ---- | ---- | ---- |
| 769  | ↘746 | ↘710 | ↘692 | ↗698 | ↗703 | ↘654 | ↘639 | ↘620 |
| 2006 | 2007 | 2008 | 2009 | 2010 | 2011 | 2012 | 2013 | 2014 |
| ↘612 | ↘602 | ↗606 | ↗610 | ↘580 | ↘575 | ↘555 | ↘538 | ↘535 |
| 2015 | 2016 | 2017 | 2018 | 2019 | 2020 | 2021 |      |      |
| ↗545 | ↘528 | ↘527 | ↗529 | ↘515 | ↘513 | ↘501 |      |      |

национальный состав
Согласно результатам переписи 2002 года, в национальной структуре населения русские составляли 89 % от 664 жителей.

## Инфраструктура
Краснопартизанская средняя общеобразовательная школа.
Администрация Краснопартизанского сельсовета.
Мемориал Великой Отечественной войны.
Экономика
Основное направление  — сельское хозяйство.

## Транспорт
Посёлок доступен по дороге общего пользования межмуниципального значения «Алейск — Бориха» (идентификационный номер 01 ОП МЗ 01Н-0102).